# Pablo César
Pablo César (Buenos Aires, 26 de febrero de 1962) es un director, productor y guionista de cine y profesor universitario argentino. Comenzó su carrera como cineasta en la escena porteña del cortometraje independiente en formato Super-8, realizando más de veinte obras entre los años 1970 y 1980, entre las que destacan Del génesis (1980), Ecce civitas nostra (1984) —codirigido con Jorge Polaco— y Memorias de un loco (1985). En 1983, César dirigió su primer largometraje en Super-8, De las caras del espejo, volcándose al formato de 35 mm a partir de su segundo largometraje, La sagrada familia (1988), película irónica que funciona como crítica al abuso de poder, y como alegoría de la época de la última dictadura cívico-militar en Argentina.
César ha sido pionero en desarrollar coproducciones entre su país y naciones de África y Asia del Sur. Es el primer director argentino en realizar coproducciones con la India, y el único cineasta de América Latina que ha dirigido coproducciones con países africanos, incluyendo Túnez, Benín, Malí, Angola, Namibia, Etiopía, Marruecos y Costa de Marfil. Sus primeras coproducciones fueron la llamada «trilogía de los triunfos», inspirada en antiguos poemas sufí y en textos sobre diferentes mitologías. Está compuesta por las películas Equinoccio, el jardín de las rosas (1991), Unicornio, el jardín de las frutas (1996) y Afrodita, el jardín de los perfumes (1998), filmadas en Túnez, la India y Malí, respectivamente.
En 1994 estrenó Fuego gris, película sin diálogos que contó con diecisiete composiciones originales de Luis Alberto Spinetta, la única banda sonora en la carrera del músico. Le siguieron los filmes Sangre (2003) —en el que viró hacia un estilo realista y autobiográfico— y Hunabkú (2007), rodado en El Calafate y el glaciar Perito Moreno. César continuó realizando coproducciones en el continente africano a lo largo de los años 2010, filmando Orillas (2011) en Benín, Los dioses del agua (2014) en Angola y Etiopía, El cielo escondido (2016) en Namibia,  y El llamado del desierto (2018) en Marruecos. Su película Pensando en él (2018) fue la segunda coproducción entre Argentina y la India, y representa el encuentro entre Rabindranath Tagore y Victoria Ocampo en 1924. En 2020 estrenó El día del pez —la primera coproducción entre Argentina y Costa de Marfil— que cierra una trilogía conformada junto a Los dioses de agua y El cielo escondido. Su filme más reciente es el documental Macongo, la Córdoba africana (2023), en el cual explora las raíces africanas en la provincia argentina Córdoba. Actualmente, se encuentra en la posproducción de dos películas filmadas en 2023: Historia de dos guerreros, historia de amor entre dos hombres del mundo de las artes marciales mixtas, y Después del final, película biográfica sobre la artista y galerista Luz Castillo.
La obra de César —íntegramente realizada en formato fílmico— es considerada un exponente del cine independiente y de autor, caracterizada por su uso poético, simbólico y contemplativo del lenguaje cinematográfico. El contenido de sus películas está influenciado por sus estudios sobre la mitología, la etnología y la etnografía de varios países, explorando temas tales como el poscolonialismo, el legado de la filosofía y cosmogonía africana, los lazos entre Oriente y Occidente, el impacto de la comunidad afrodescendiente en Argentina, y la puesta en jaque de las prácticas tradicionales de representación de África y la India. En 2023, Página/12 lo describió como el «único director de cine de América Latina que se ha dedicado por más de 20 años a tratar temáticas africanas». César es defensor de la llamada «Cooperación Sur-Sur», promoviendo modos de producción, distribución y difusión de películas del sur global que contrasten con las tendencias dominantes. Ha sido premiado en diversos festivales de cine a lo largo de su carrera, entre ellos el Festival de Cine de Londres, el Festival Mundial de Cine de Huy, el Festival Internacional de Cine de Figueira da Foz, el Festival Internacional de Cine de Amiens, y el Festival Internacional de Cine de Houston. Ha integrado el jurado de varios festivales internacionales, entre ellos el Festival Internacional de Cine de la India (en 2007 y 2021), el Festival Internacional de Cine de Kélibia, el Festival de cine de Cartago, el Festival Panafricano de Cine y Televisión de Uagadugú, el Festival Internacional de Cine de Amiens y el Festival de Cine Joven de Montreal. César es profesor universitario en la Universidad del Cine de Buenos Aires desde 1992, siendo uno de los primeros docentes de la institución.

## Biografía

### 1962–1982: Niñez e inicios en formato de Super-8

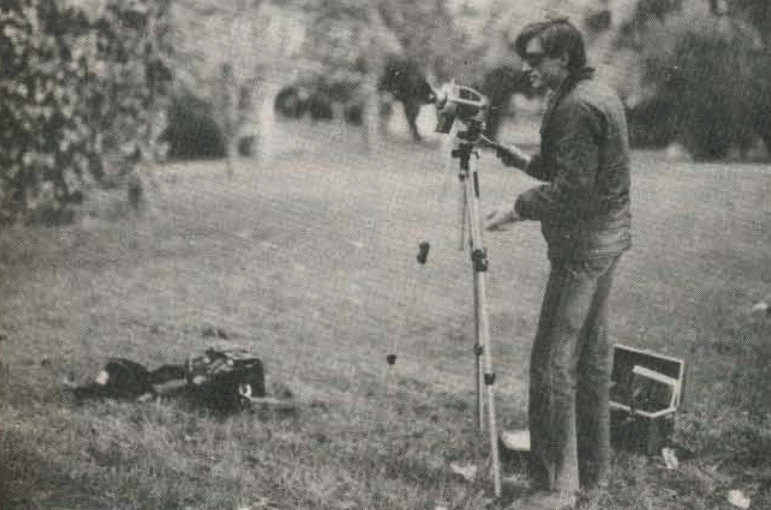
César filmando con una cámara de Super-8 en 1981.

Pablo César nació el 26 de febrero de 1962 en Buenos Aires. A los 6 años comenzó a realizar historietas, aprendiendo a través de un curso de correo, ya que no existían escuelas donde formarse. Entre los 10 y los 13 años, César editó el boletín Patatus, vendiéndolo en el colegio Champagnat —donde cursaba sus estudios primarios— e incluso en algunos kioscos de la zona. En 1975, su hermano mayor José le obsequió una filmadora de Super-8 y, desde entonces, «quemó rollos» durante dos años registrando escenas familiares. Cuatro años más tarde, José falleció en un accidente. En una entrevista de 2017, César notó lo que significó aquel regalo:

Me permitió muchas cosas porque mi adolescencia fue robada por la dictadura, yo tenía 12 años y a los pocos meses que mi hermano me regala la cámara, a fines del 75, el país se transformó y eso fue un arma donde volqué mis sueños, mis pesadillas. Como todo estaba prohibido, con toda la ignorancia de cómo contar una película, porque no había escuelas de cine, salvo la de Avellaneda, pero mi madre durante 1979 no quería que yo viaje hasta allí porque te paraban a cada rato, no había nada, había que salir y filmar.

César dio sus primeros pasos como cineasta en la escena del cortometraje independiente en Super-8. Alentado por su hermano José, realizó su primer cortometraje La diversión del rey (animación de 8 minutos) en 1975, a los 13 años. En 1977, filmó siete títulos: Lúgubre venganza (argumental de 7 minutos), Aventuras en el reino (animación con muñecos de 12 minutos), El espiritista (argumental de 45 minutos), El caso Mandrox (argumental de 15 minutos) y El medallón (argumental de 12 minutos). En 1979, realizó Objeto de percepción (argumental de 12 minutos), La máquina (argumental de 18 minutos), La viuda negra (argumental de 15 minutos), Itzengerstein (argumental de 18 minutos) y La visión de Ezequiel (argumental de 10 minutos).
En aquellos años no era fácil filmar en la calle, por lo que se recurría a parques o casas-quintas. Además, el único espacio que existía dedicado al cortometraje independiente era la Unión de Cineastas de Paso Reducido (UNCIPAR), que cada sábado organizaba encuentros en la sede de Unione e Benevolenza, en Buenos Aires. Allí se hacía cine debate y se proyectaban algunos cortometrajes, de los cuales uno era votado para quedar en la final . La primera película de César en competir en el concurso de la UNCIPAR fue La máquina, seguida por Itzengerstein.
En 1980, dirigió las películas Apocalipsis (experimental de 7 minutos), Del génesis (argumental-experimental de 8 minutos) y Black Sabath (argumental de 16 minutos). Del génesis fue la primera película con la que César empezó a ganar premios. En 1980, obtuvo el primer premio en la categoría experimental del Ateneo Foto-Cine Rosario, mención al mejor montaje y tercer premio (sin categoría) en el concurso del Círculo de Cineastas Marplatenses, y mención especial en UNCIPAR. En 1981, Black Sabbath fue exhibido en el encuentro de la Unión Internacional de Cine Amateur (UNICA).

### 1983–1989:De las caras del espejoyLa sagrada familia

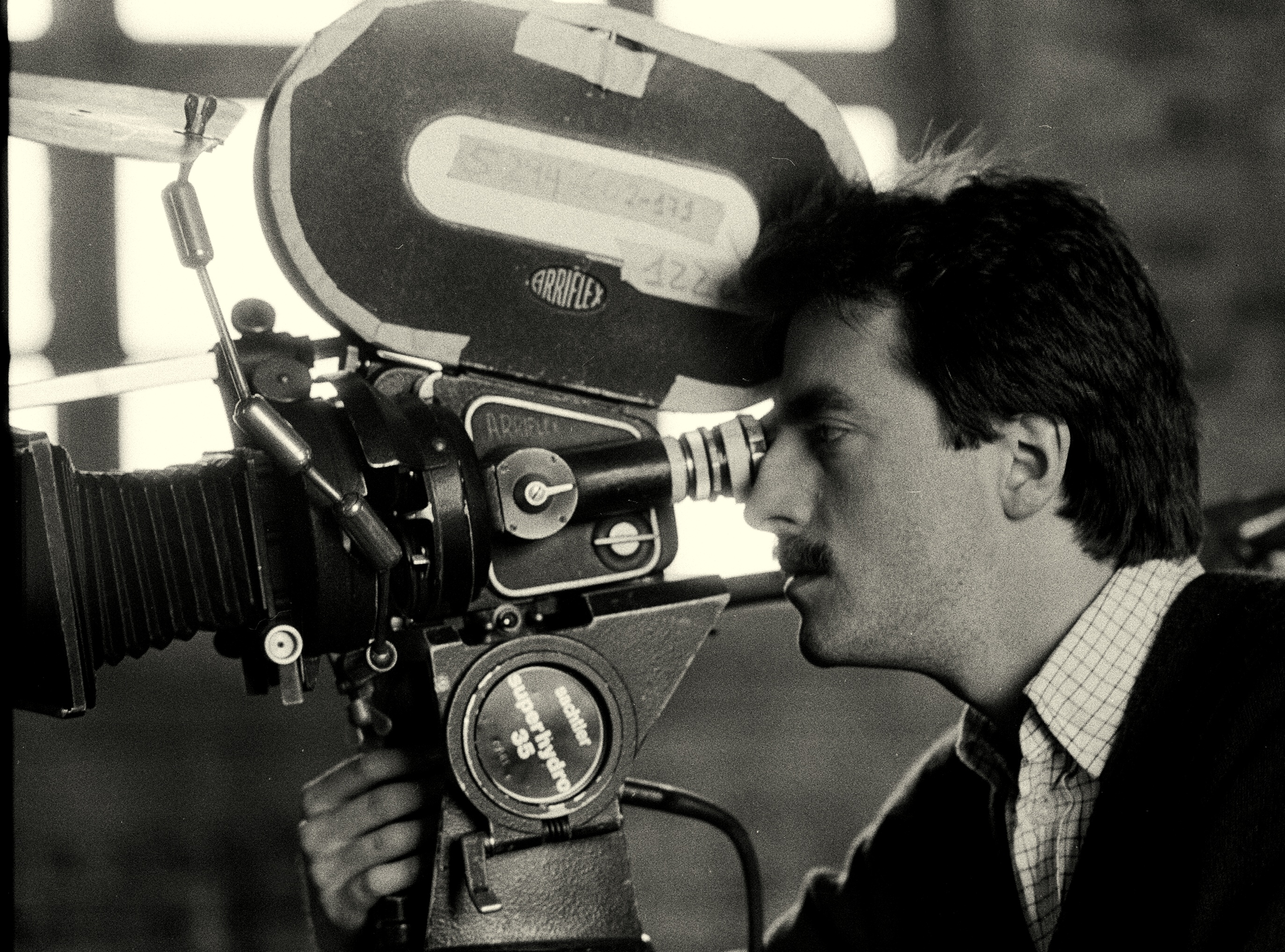
César durante el rodaje de La sagrada familia (1988), su primer largometraje en formato de 35 mm.

César realizó su primer largometraje, De las caras del espejo (rodado en Super-8), en 1983. La película obtuvo el primer premio en la categoría juvenil de UNICA. Ese mismo año, De las caras del espejo también recibió el premio a Mejor Fotografía en las Jornadas Argentinas de Cine No Profesional, llevadas a cabo por la UNICPAR en la ciudad de Villa Gesell. En 1986, estudió Semiología y Semiótica del Cine en la Universidad de París VIII en Saint-Denis, Francia.
En 1985, las películas De las caras del espejo y Memorias de un loco (argumental de 35 minutos basado en el cuento de Nikolái Gógol) fueron exhibidas para el público en el Centro Cultural General San Martín, Buenos Aires. Ese año, presentó sus películas De las caras del espejo, Ecce civitas nostra (documental de 15 minutos codirigido con Jorge Polaco) y Memorias de un loco en la Unión de Cineastas de Moscú, en la capital soviética, viajando luego a Kutaisi, República Socialista Soviética de Georgia, para participar en el Festival de Cine para Niños y Jóvenes llevado a cabo por la Organización de Pioneros Vladimir Lenin.
En 1986, César realizó una gira por Hungría, Checoslovaquia y la República Democrática Alemana, donde exhibió De las caras del espejo y los cortometrajes Del génesis, Ecce civitas nostra y Memorias de un loco. Ese año, De las caras del espejo fue premiada con la Medalla de Bronce en el 30° Festival de Cine de Londres y con la Palma de Plata en el 26° Festival Mundial de Cine de Huy, en la ciudad belga. En ocasión de la visita oficial del Presidente Raúl Alfonsín a la Unión Soviética en octubre de 1986, las películas Ecce civitas nostra y Memorias de un loco fueron exhibidas en la televisión del país. También en 1986, César trabajó como asistente de dirección de Jorge Polaco en la película Diapasón, haciéndolo también un año después para En el nombre del hijo.
En septiembre de 1987, César inició el rodaje de La sagrada familia, su segundo largometraje pero el primero rodado en formato de 35 mm, con guion de Juan Carlos Vezzulla. La película se rodó en su mayor parte en un silo abandonado de la zona portuaria de Buenos Aires, con exteriores filmados en otras locaciones de las afueras de la ciudad. La sagrada familia se estrenó comercialmente en Argentina el 1 de julio de 1988. En 1988, recibió el Premio del Jurado en el Festival Internacional de Cine de Figueira da Foz, Portugal. También fue presentada en la Semana Internacional de Cine de Autor de Málaga, España, en mayo de 1989, donde recibió el Premio del Público a la Mejor Película. En Argentina, La sagrada familia compitió en el Festival de Cine de Óperas Primas de Bariloche de 1988, donde obtuvo los premios a Mejor Interpretación Masculina (Ariel Bonomi), Mejor Trabajo de Cámara (Oscar López), y Mejor Escenografía (Ramiro Cesio). López y Cesio fueron nuevamente premiados en el Festival de Cine de Santa Fe. En 1989, La sagrada familia  recibió el premio a la Mejor Ópera Prima en los Lauro Sin Cortes, organizados por la revista de cine Sin Cortes.
En 1989, César se desempeñó como asesor artístico de Jorge Polaco para la película Kindergarten. Del 29 de julio al 5 de agosto de ese año, el director integró el jurado oficial del Festival Internacional de Cine de Kélibia, Túnez, donde exhibió La sagrada familia fuera de competencia. Al concluir las actividades del festival, César fue uno de los firmantes del Manifiesto para la Difusión del Cortometraje Independiente junto a los cineastas Laurent Huet (Francia), Denis Laplante (Canadá), Michel Lomet (Bélgica), Darvish Hayatu (Irán), Michel Ionascu (Francia), Richard Kaplan (EE. UU.), Idriss Diabaté (Costa de Marfil), Viola Shafik (Alemania), Nick Deocampo (Filipinas) y Taoufik Abid (Túnez), entre otros. Este documento fue distribuido a las autoridades oficiales de los países de los firmantes, exigiendo la presencia de películas independientes en espacios de difusión como el cine y la televisión. Esta visita a Túnez fue el primer viaje de César al continente africano y a partir de ahí nació la idea de hacer una película en coproducción entre ambos países.

### 1990–2002: La «trilogía de los triunfos» yFuego gris
En 1990, César firmó un contrato de coproducción con Túnez para filmar la película Equinoccio, el jardín de las rosas, convirtiéndose en el primer director latinoamericano en dirigir una coproducción en el continente africano. El rodaje se llevó a cabo entre julio y agosto de ese año, en las localidades tunecinas de Mahdía, La Chebba, Matmata, El Djem y la isla de Djerba. En 2014, César reflexionó acerca de la experiencia:

Fue mi primer paso en algo que no me había imaginado que sucedería: las coproducciones con naciones africanas. Recuerdo cuando ingresé al zoco de Túnez. Tenían un arco en la entrada. Al salir pasé por el costado sin darme cuenta y me detuve. Observé que había salido por otra parte y entonces me pregunté si verdaderamente había podido salir de ese magnetizante universo.

El estreno argentino de Equinoccio, el jardín de las rosas coincidió con la apertura de la Embajada de Túnez en Buenos Aires en abril de 1991. Entrevistado por el diario La Prensa, el Encargado de Negocios comisionado para la apertura de la embajada, Hassine Souki, declaró: «La cultura ya nos une por medio de un convenio firmado en 1968 que ha dado frutos múltiples, el último de los cuales es el cine, por medio de la coproducción recientemente conocida de Equinoccio, el jardín de las rosas, de Pablo César.»
Entre 1991 y 1993, César fue profesor en la escuela de cine Sergei Eisenstein de la Sociedad Argentina de Relaciones Culturales con la URSS (SARCU), donde había estudiado ruso. SARCU se disolvió a raíz de la disolución de la URSS en 1990, y César retomó la docencia en 1992 tras la fundación de la Universidad del Cine de Buenos Aires, de la que fue uno de los primeros profesores y continúa ejerciendo hasta la actualidad.
El tercer largometraje en 35 mm de César fue Fuego gris, cuyo guion escribió junto a Gustavo Viau. Para la banda sonora del film, César contactó al músico Luis Alberto Spinetta, proponiendo que le facilitara los derechos de algunas canciones y, si deseaba, que compusiera alguna para la película. Spinetta consideró que no era adecuado utilizar canciones viejas porque «se habían hecho con otros fines» y, en cambio, le ofreció a César componer la música de toda la película, basada en el guion ya escrito. En su biografía de Spinetta, el periodista Sergio Marchi notó la novedad que esto significó para la carrera del músico: «No deja de ser curioso que, justamente, Spinetta, un artista al que nunca nadie le pudo poner condicionamientos, aceptara trabajar un nuevo cuerpo de canciones que deben ajustarse a la restricción de un guion. Esas diecisiete canciones conformarían uno de los discos más irregulares de un artista de por sí irregular: Fuego gris podría funcionar como secuela de Pelusón of milk, y de algún modo repite su estructura aunque ligeramente alterada».
Fuego gris se rodó en 1993 en Buenos Aires, con algunas escenas filmadas en Cabo Verde. En una entrevista televisada durante el rodaje de la película, César explicó:

Es la primera vez que [Spinetta] hace esto en cine argentino. Yo le llevé el proyecto, no lo conocía personalmente. Le mostré Equinoccio, el jardín de las rosas, una coproducción que yo hice con Túnez en el año 1990 que fue mi segundo largometraje. Le gustó mucho ese proyecto, sigue diciendo que para él es una película muy osada (...). Y a partir de ese entonces, con el guion... Incluso él participó en el guion. No quiero decir que sea guionista, él nos dio ideas en el guion de la película. Y comenzamos a trabajar en dónde iba cada canción. Porque no es que va una canción que cuenta lo que está pasando (...), para eso que lo haga otro músico y que lo dirija otro. La idea de la letra es que es muy poética, muy fuerte, que la está escribiendo Spinetta...

Para el afiche de Fuego gris, César y Spinetta contactaron al artista Ciruelo Cabral, cuya ilustración también fue utilizada para la tapa de la banda sonora, lanzada por Polydor Records en 1994. La película fue presentada en la edición de 1994 del Festival Internacional del Nuevo Cine Latinoamericano de La Habana y el Festival Internacional de Cine de la India (IFFI); y tuvo su estreno argentino en el cine Maxi de Buenos Aires el 26 de agosto de ese año. Fue una de las únicas cinco películas argentinas que fueron estrenadas en 1994.

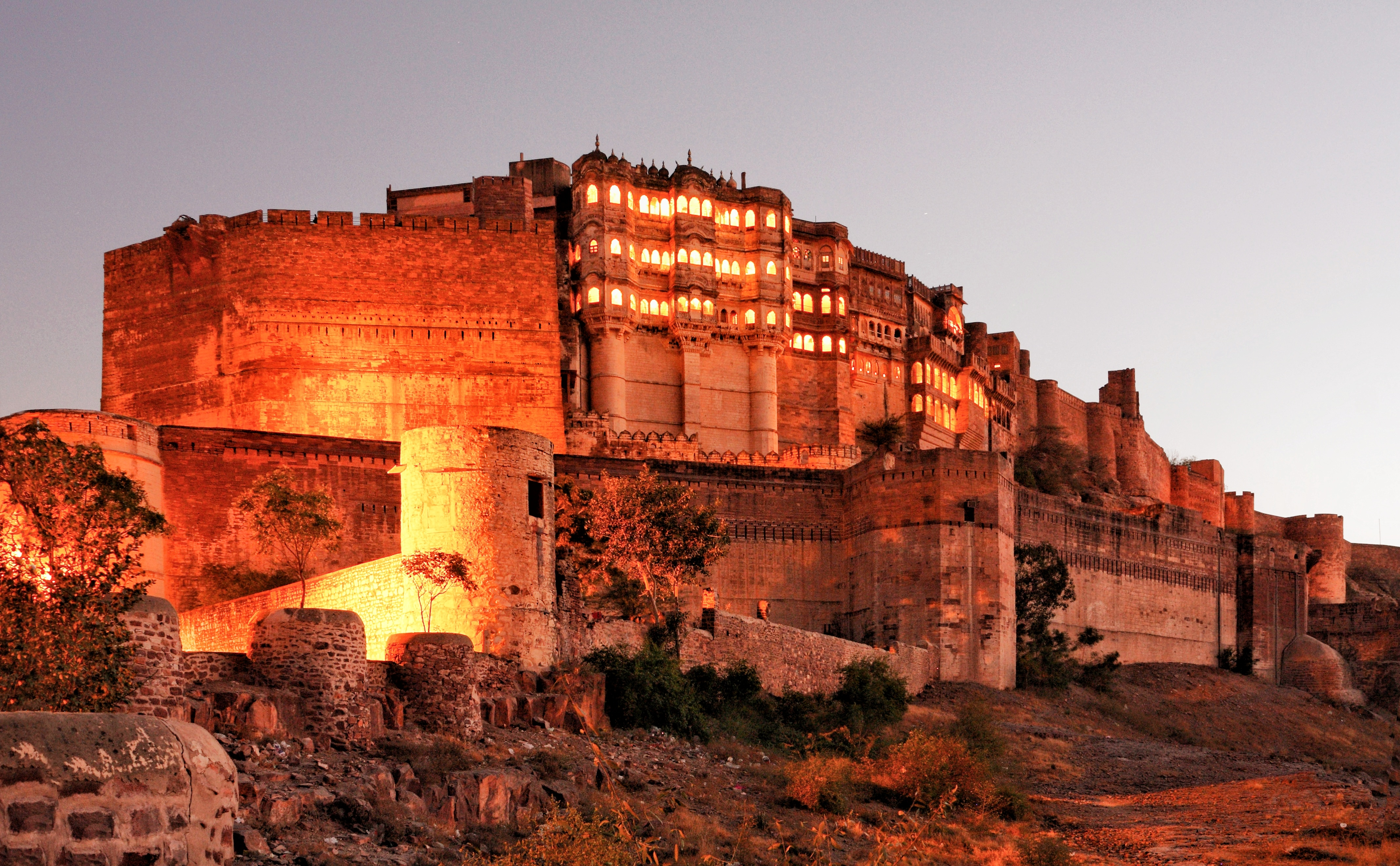
Vista de Jodhpur, una de las locaciones de Unicornio, el jardín de las frutas (1996), la primera coproducción entre Argentina y la India. Originalmente planeada para ser filmada en estado de Karnataka, la película finalmente fue rodada en Rayastán.

Mientras se encontraba en Calcuta presentando Fuego gris en el IFFI (realizado entre 10 y el 20 de enero de 1994), César entró en contacto con productores indios para encontrar la locación de su próxima película, Unicornio, el jardín de las frutas, la segunda parte de la llamada «trilogía de los triunfos» que había comenzado con Equinoccio, el jardín de las rosas. Una de las propuestas de coproducción que recibió era rodar en el estado de Karnataka, aunque sus paisajes no coincidían con la idea de César de tener un decorado más desértico y de colores dorados. La noche del 14 de enero, César fue invitado a la suite del Hotel Taj Bengal de Calcuta donde se hospedaba el cineasta italiano Michelangelo Antonioni, para cenar con él, Pino Solanas y sus respectivas esposas. Antonioni le recomendó que filmara Unicornio, el jardín de las frutas en el estado de Rayastán, ya que se adecuaba a las características que estaba buscando. Sin embargo, tras la insistencia de un productor indio, César viajó a Karnataka y firmó un contrato de coproducción para filmar en aquel estado. Por incumplimiento de la parte de dicho productor indio, César viajó nuevamente a la India y se contactó con el director Murali Nair, firmando un nuevo contrato de coproducción para rodar la película en Rayastán. Filmada dentro y en las afueras de Jaisalmer y Jodhpur, en el estado de Rayastán, Unicornio, el jardín de las frutas es la primera coproducción entre la Argentina y la India. Se estrenó en Argentina el 12 de diciembre de 1996, y participó en el Festival Panafricano de Cine y Televisión de Uagadugú (FESPACO) del año siguiente. En una entrevista de César y Nair para Clarín en ocasión del estreno del filme, el periodista Diego Lerer escribió:

Ha llegado aquí (la redacción) en compañía de Murali Nair, un joven hindú que sirvió de productor por la parte de India en esta primera coproducción entre los dos países. Nair no era el productor original de Unicornio, por la parte india, pero el empresario que había cerrado trato con Pablo César no solo al principio le ocasionó muchos problemas (según referirá el director más abajo) sino que luego tuvo la descortesía de morirse. Pasan cosas agradables en una filmación. Sobre todo si es a tantos miles de kilómetros de casa. Pero el realizador ya es un experto en esto de filmar contra viento y marea.

La última parte de la «trilogía de los triunfos» es Afrodita, el jardín de los perfumes, estrenada en 1998. La película fue una coproducción con Malí y se rodó en una aldea de la etnia dogón llamada Na-Komo en las cercanías de Sangha, donde están los acantilados de Bandiagara; y en la localidad de Gao, en el noroeste del país. César viajó a Malí en enero de 1997 y se reunió con el Centro Nacional de Producción Cinematográfica (CNPC) en la localidad de Hombori, presentándoles el proyecto de Afrodita, el ardín de los perfumes. Regresó al país africano el 14 de agosto de 1997 y firmó el contrato de coproducción con el CNPC en la ciudad de Bamako, iniciando el rodaje en mayo del año siguiente. Al regresar a Argentina, el material filmado en Gao nunca llegó a las manos del director y este se vio obligado a volver a la localidad maliense para filmar las escenas de la película nuevamente. Para poder solventar los costos de volver a filmar las escenas extraviadas, César decidió hipotecar su oficina con la esperanza de un apoyo del Instituto Nacional de Cine y Artes Audiovisuales (INCAA). El 8 de agosto de 1998, el director expresó en una entrevista con Clarín: «Cuando llegamos aquí (Argentina) nos encontramos con que se había extraviado uno de los bultos, con el 30% del material impreso. La compañía aérea dice que va a aparecer, pero como aún no ocurrió, opté por volver allá (a Malí) y filmar de nuevo. Y como los seguros argentinos no cubren esos riesgos, estoy más endeudado que antes».

### 2003–2011:Sangre,HunabkúyOrillas

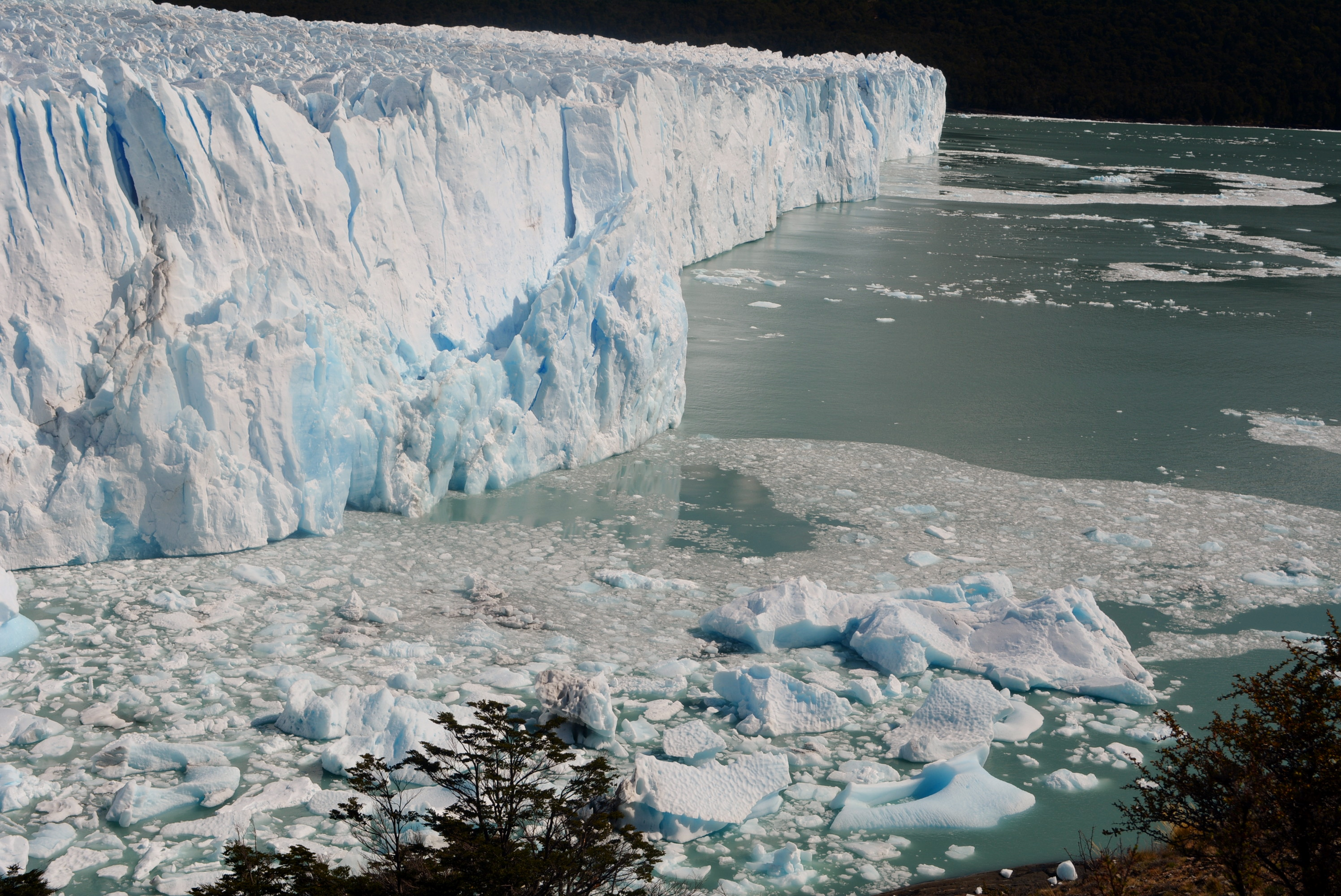
Gran parte de la película Hunabkú (2007) —realizada con el apoyo del INCAA y la Municipalidad de El Calafate— fue rodada en el glaciar Perito Moreno, en la Patagonia argentina.

Sangre es el sexto largometraje en 35 mm de César, con guion de él junto a su hermano Mike. Fue exhibida por primera vez en noviembre de 2003 como parte de la Competencia Oficial del Festival Internacional de Cine de Amiens, en la ciudad francesa, donde la protagonista Ivonne Fournery recibió el Premio a Mejor Actriz. La película tuvo su estreno argentino el 4 de diciembre de 2003.
Su siguiente película, Hunabkú, fue filmada en El Calafate y el glaciar Perito Moreno, Provincia de Santa Cruz, en la Patagonia argentina; realizada con el apoyo del INCAA y la Municipalidad de El Calafate. La película se rodó en septiembre de 2006, lo que complicó la dirección de sonido por ser un mes ventoso. Gran parte de Hunabkú fue filmada en condiciones de riesgo, debido al peligro de caminar sobre el glaciar. En una entrevista con Los Andes, el director comento al respecto: «Por suerte no hubo ningún accidente. Pero hay un momento en que Lucas (Arévalo), el protagonista, se siente atraído por el agua helada del glaciar y se lanza a ella sin trucos digitales. Fueron tres repeticiones de la escena y en dos de ellas el glaciar tronó y largó un pedazo de hielo importante que produjo unas olas gigantes». César explicó cómo se las ingenió para filmar en el glaciar en una nota para la revista de Kodak In Camera:

Al cineasta argentino Pablo César le encanta rodar en condiciones de riesgo. Ha dirigido películas en el desierto del Sahara y en el norte de la India. Su producción más reciente, Hunabkú, se produjo en la Patagonia, y gran parte de la acción tuvo lugar en un glaciar que se eleva 90 metros sobre el océano. César le pidió al director de fotografía Abel Peñalba que se uniera a él en la aventura. El dúo había colaborado previamente en el largometraje Sangre. «Cuando hicimos la exploración a principios de 2006, el glaciar parecía un enorme manto blanco capaz de transmitir la paz necesaria», dice César. César decidió desde un principio que la película se produciría en formato de 35mm. «A pesar de los avances que ha hecho la tecnología digital en los últimos años, todavía no me convencen los resultados que he visto», comenta. «Además, el costo de alquilar una de las cámaras digitales realmente buenas es muy alto, al igual que el costo de los procesos de transferencia de digital a 35 mm». De acuerdo con este enfoque, Peñalba utilizó distancias focales «normales» y luz natural, evitando en lo posible la luz de relleno fuerte. En el glaciar, usó solo un relleno suave reflejado para ajustar los primeros planos. Usó la relación de aspecto Academy 1.85 porque consideró que se adaptaba mejor a los paisajes, y eligió las películas Kodak Vision 2 250D y Kodak Vision 2 500T.

Hunabkú se estrenó en Argentina en octubre de 2007. El mes siguiente, la película fue presentada en el IFFI, realizado en la ciudad de Goa, donde César también integró el jurado. Hunabkú también participó en el Festival de Cine Latinoamericano de Biarritz, el Cinemagic Film Festival en Belfast, el Festival Internacional de Cine de Amiens IFFI y Festival Internacional de Pune en la India.

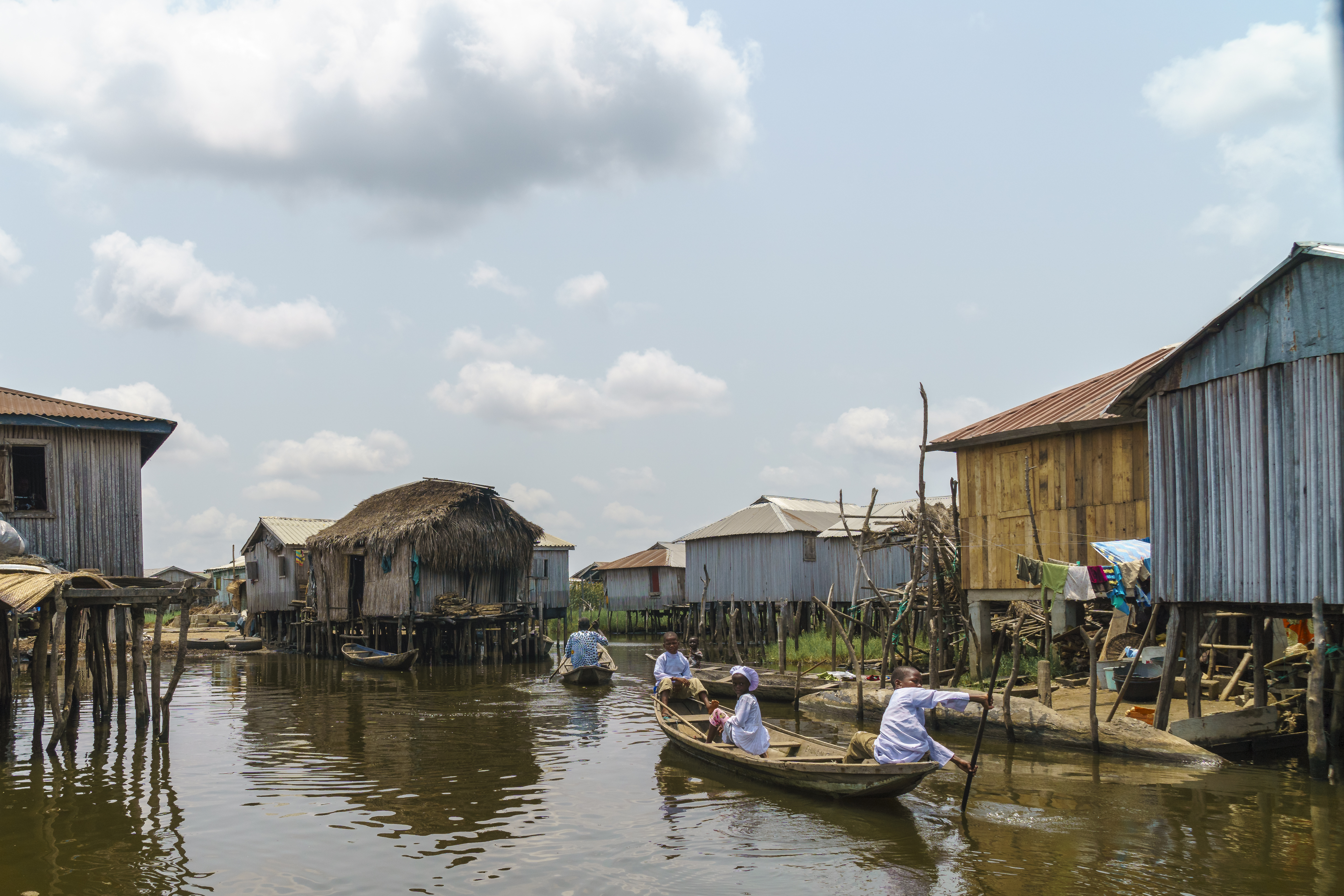
La ciudad de Ganvié —construida sobre las aguas del Lago Nokoué— fue una de las locaciones de la película Orillas (2011), primera coproducción entre Argentina y Benín.

En 2008, César realizó un viaje a Benín junto al guionista Jerónimo Toubes, visitando las ciudades de Ganvié y Ouidah, con el fin de desarrollar una película acerca de las raíces africanas en la población de Argentina. El año siguiente, César regresó a Benín acompañado por el productor ejecutivo Pablo Ballester, firmando un contrato de coproducción con la Dirección de la Cinematografía de Benín. El 26 de febrero de 2010 se inició el rodaje del filme resultante, Orillas, con dos semanas de filmación en Sakété y otras dos en Ouidah, Ganvié y Porto Novo. Orillas es la primera coproducción cinematográfica de Argentina con un país del África subsahariana. En ocasión del filme, la embajadora argentina en Nigeria, Susana Pataro, escribió en septiembre de 2010: «En noviembre pasado cuando Pablo César visitó los lugares de la filmación tuvimos oportunidad de acompañarlo en parte de la recorrida por sitios emblemáticos como la localidad de Ouidah, desde donde partieron miles de esclavos hacia las Américas. Hoy es un apacible puerto de pescadores al que se llega desde Cotonou, la trepidante capital de Benín, tras un recorrido de una hora. Hasta llegar a la pequeña playa se transita por la "ruta del esclavo" en un trayecto estremecedor de poco mas de 2 km».
Orillas combina dos historias entrelazadas, una situada en Benín y otra en Argentina. El rodaje de la porción argentina se llevó a cabo en abril de 2010 y duró 4 semanas, de las cuales 2 sucedieron íntegramente en la Isla Maciel. El elenco argentino de Orillas fue una mezcla de actores profesionales —como Javier Lombardo, Daniel Valenzuela y Dalma Maradona— con jóvenes locales de la Isla Maciel sin experiencia en actuación. Durante un ensayo de la película, un vecino juzgó a los jóvenes por su apariencia y creyó estar presenciando un robo, produciendo que se envíen cuarenta agentes de policía a la locación. La banda sonora de Orillas incluye algunos temas que fueron compuestos especialmente para la película por Los Ñeris del Docke, banda de hip hop de la Isla Maciel.
En 2010, César fue el impulsor de un acuerdo de cooperación entre el INCAA y la Dirección de Cinematografía de Benín, para realizar convenios de coproducción cinematográfica entre ambas naciones. Orillas se estrenó en Buenos Aires el 10 de noviembre de 2011, un año después de haberse terminado. La película se presentó en el New York International Latino Film Festival en EE. UU.; el Festival de Cine de Bogotá en Colombia; el Cinemaissí en Finlandia; el Festival international de cinéma Vues d'Afrique en Canadá; el Rwanda Film Festival en Ruanda; el Festival de Cinéma Image et Vie en Senegal; el Festival Internacional de Cine de Derechos Humanos en Bolivia; y el IFFI en Goa. En 2012, Orillas obtuvo el Premio Especial del Jurado y el Premio del Público en el Festival Quintessence de la ciudad de Ouidah.

### 2012–2020: Segunda trilogía,Pensando en élyEl llamado del desierto

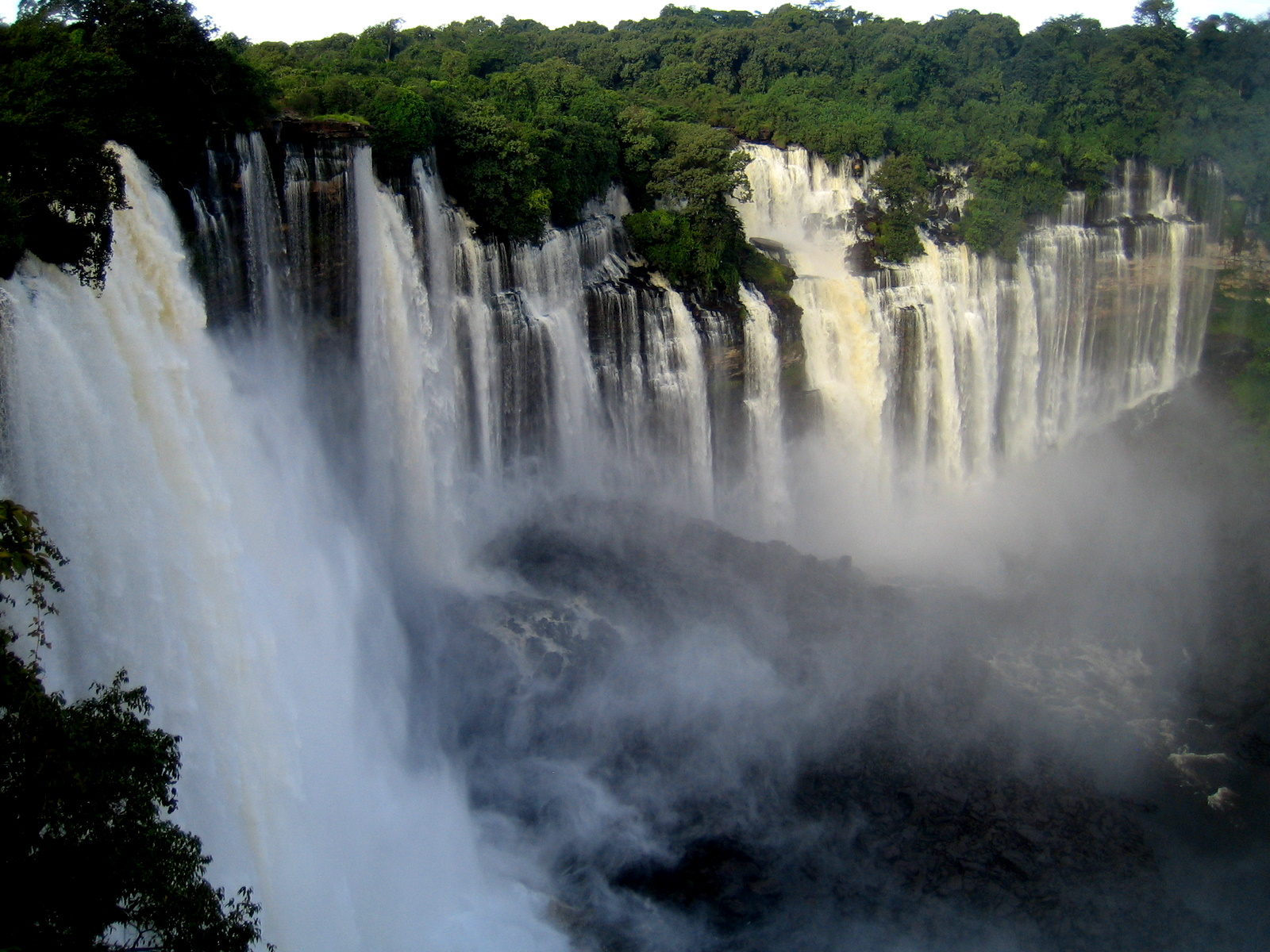
Las Cataratas de Kalandula fueron una de las locaciones de Los dioses de agua (2014), primera coproducción entre Argentina, Angola y Etiopía.

En 2012 —invitado por la presidenta del INCAA Liliana Mazure por ser el único argentino en dirigir coproducciones con África— César integró la misión comercial que acompañó a la presidenta Cristina Fernández de Kirchner a la Feria de Industrias Argentinas en Luanda, Angola. Allí, empezó a esteblecer contactos con el Instituto Angolano do Cinema e do Audiovisual (IACA) buscando coproducir su próxima Los dioses de agua. César realizó tres viajes a Angola antes de firmar el contrato de coproducción con el IACA, y una vez a Etiopía antes de hacer lo mismo con la empresa Blue Nile Toon.
Protagonizada por Juan Palomino y Charo Bogarín (cantante del grupo Tonolec), Los dioses de agua fue rodada en distintas geografías de Lunda Norte y Malanje, en Angola, especialmente en la zona de las Cataratas de Kalandula y en las Piedras Negras de Pungo Andongo; y en Addis Ababa y Lalibela, en Etiopía, en antiguos monasterios coptos y en una zona de obeliscos milenarios. Se convirtió así en la primera coproducción entre Argentina, Angola y Etiopía. El rodaje llevó cuatro semanas en Angola, diez días en Etiopía, una semana en Formosa y tres en Buenos Aires. En 2017, César recordó: «Fui a filmar a lugares difíciles, no fui a filmar a las capitales, filmamos en las Cataratas de Kalandula en Angola y fuimos a buscar un chamán que estaba a 30 kilómetros de la frontera con el Congo. Íbamos por un camino de tierra roja y al costado un follaje verde y alguien quiso orinar y el chofer le dijo que tenía que hacerlo al lado del auto porque el campo podía estar minado y también podía haber leones». Durante el rodaje en Angola, un pelotón de desconocidos quiso subir a la fuerza al avión que había alquilado César para el equipo, lo cual devino en un altercado físico.
Los dioses de agua se estrenó en el IFFI en Goa el día 21 de noviembre de 2014. En 2015, la película obtuvo los premios a Mejor Película Extranjera y Mejor Director en el Festival Internacional de Cine de Houston (Next International Film Festival; NIFF). César convocó al cineasta Paulo Pécora para que registrara el rodaje de Los dioses de agua, originalmente pensado como un «making off» para ser incluido como extra de un DVD. Sin embargo, la cantidad de material que filmó Pécora fue tanta que decidió recopilarla en el documental Amasekenalo, una «película dentro de una película» que se estrenó en el Centro Cultural General San Martín en 2017.
Después de haber realizado Los dioses de agua, César sintió que no había concluido con todo lo que necesitaba transmitir, por lo que surgió la idea de realizar la continuación El cielo escondido. La película continúa la historia del protagonista, Hermes, aunque interpretado por el actor Pablo Padilla en vez de Juan Palomino. El director elaboró el guion junto a la montajista Liliana Nadal, a quien conocía desde su primera película. César comenzó a buscar potenciales socios en línea después de tener el guion, conociendo finalmente a Pedro Mendoza de la productora namibia New Mission Films. El rodaje se llevó a cabo tan solo diez días después de la correspondencia inicial entre el director y Mendoza. La película fue en gran parte financiada por el INCAA y la Namibia Film Comission, siendo la primera coproducción entre Argentina y dicho país. El cielo escondido se rodó en julio de 2015 en las localidades namibias de Twyfelfontein, Swakopmund, Walvis Bay, Kolmanskop, Lüderitz y la reserva natural NamibRand; y en septiembre en la Provincia de Córdoba, sobre todo el Eden Hotel de La Falda, vinculado al nazismo. En una entrevista de 2016, el periodista Pablo E. Arahuete le preguntó a César qué fue lo más arduo en el rodaje de El cielo escondido, a lo que el director contestó:

Lo más arduo fue filmar el diálogo entre Hermes y los dos gemelos himba, los Hidipo, pues ellos eran naturales y no eran actores. Fueron los 3 primeros días de rodaje y todo era muy complejo. No teníamos opción además. Para el actor también fue difícil porque tenía que enfrentar el tema del idioma, a pesar de que Pablo (Padilla) fue muy profesional y todos los días estudiaba la fonética de la lengua khoekhoe que hablan los Damara, con la ayuda de un profesor local. Pero este rodaje fue una maravilla en líneas generales. Tengo solamente buenos recuerdos. Namibia es un lugar hermoso.

El cielo escondido se estrenó en Namibia el 4 de noviembre de 2016 en el cine Ster-Kinekor del centro comercial Maerua Mall, en Windhoek. En 2017, la película obtuvo el premio al Mejor Actor para Padilla en el Alternative Film Festival de Toronto, y a la Mejor Película en los Philadelphia Independent Film Awards (IFAP).

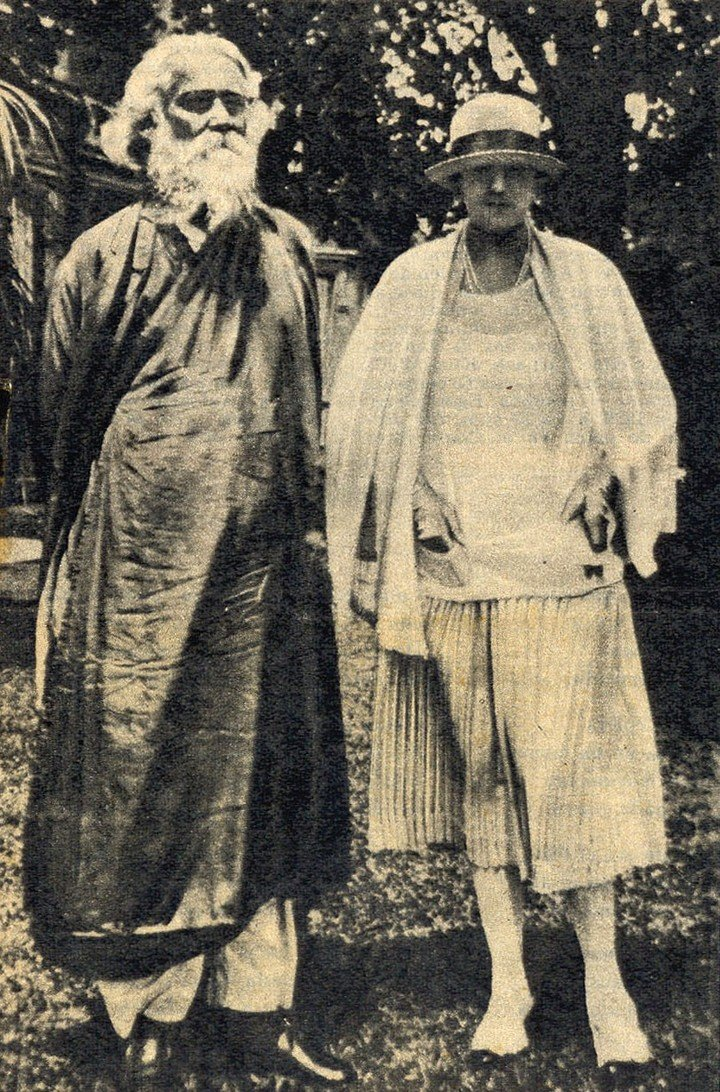
La película Pensando en él (2018) —la segunda coproducción entre Argentina y la India— narra el encuentro entre Rabindranath Tagore y Victoria Ocampo en 1924.

En 2017, César rodó Pensando en él, película basada en el encuentro entre Rabindranath Tagore y Victoria Ocampo en 1924 en Buenos Aires, interpretados por Victor Banerjee y Eleonora Wexler, respectivamente. La idea del filme surgió en 2008, cuando el entonces Embajador de la India en la Argentina, Rengaraj Viswanathan, le propuso que cuente la historia durante una visita en la embajada. A César le entusiasmó mucho la idea ya que tenía amplio conocimiento sobre la literatura de Tagore, especialmente las traducciones que él había hecho de poetas sufís. El director explicó el proceso de investigación y elaboración del guion en una entrevista con The Indian Express:

Convoqué a Jeronimo Toubes, guionista argentino. Empezamos a estudiar juntos. Jerónimo incluso hizo un viaje a India en 2009 para investigar el tema. Durante cuatro años, realizó una profunda investigación sobre el tema. Nos encantó el libro de Ketaki Kushari Dyson In Your Blossoming Flower-Garden, un trabajo profundo sobre la relación entre Tagore y Ocampo. Leímos todos los libros referentes a la labor educativa de Tagore en Bolpur, Santiniketan, ya que el foco de la película, aunque es la relación entre Tagore y Ocampo, es la fascinación de Victoria en la visión de un hombre sobre la educación del alma humana. El libro de Ocampo, Tagore en las barrancas de San Isidro, así como las cartas intercambiadas entre ellos nos ayudaron a descubrir la fascinación mutua que existía entre los dos.

Pensando en él es la segunda coproducción entre Argentina y la India. Se rodó en Argentina —incluyendo la residencia Villa Ocampo— y en la India, incluyendo una casa de Tagore y «El Ashram», especie de escuela fundada por él. Pensando en él fue presentada como película de clausura en el IFFI de Goa. Tuvo su estreno argentino el 24 de agosto de 2018, y su estreno indio en septiembre de 2019. En 2018, la película fue seleccionada para la participar en el Festival de Cine Asiático en Taiwán, el Festival Internacional de Cine de Dhaka y Festival de Cine Latinoamericano. Según Satish Singh del periódico indio Afternoon Voice: «El Honorable Presidente de India, Ram Nath Kovind, también ha mencionado a la película Pensando en él en su residencia. Esto sucedió cuando el Presidente de Argentina, Mauricio Macri, se reunió con el Honorable Presidente de la India el 18 de febrero de 2019. El presidente de Argentina, Macri, había venido a la India para asistir al 70° aniversario del establecimiento de relaciones diplomáticas formales entre la India y Argentina».
En 2016, César conoció al productor marroquí Souad Lamriki —cofundador de la productora Agora Films— durante un panel acerca de coproducciones africanas, realizado en el marco del Festival Internacional de Cine de Mar del Plata. Ambos decidieron colaborar en una película, resultando en El llamado del desierto, dirigida por César y estrenada en Argentina el 29 de junio de 2018. A pesar de que Argentina y Marruecos habían firmado un memorándum de entendimiento de colaboración cinematográfica en el año 2000, El llamado del desierto fue la primera coproducción entre ambos países. La mayoría de su financiamiento estuvo a cargo del INCAA y del Centre Cinématographique Marocain (CCM). Según el director, la película fue «forjada por el deseo de iniciar una actividad de coproducción entre las dos naciones, más que por desarrollar un proyecto preseleccionado o un guion existente.» El guion estuvo a cargo de Jerónimo Toubes y luego traducido al francés, en parte para que el pudiera ser considerado por el CCM, pero también para ser revisado por Agora Films antes de retener las escenas en español y reelaborar secciones relevantes de diálogo en árabe marroquí. En 2021, El llamado del desierto tuvo su première mundial en la Competencia Oficial de la décima edición del Festival Internacional de Cine y Memoria Común de Nador, Marruecos, donde el actor Abdellah Cakiri ganó el premio al Mejor Actor Protagónico.
César ha dictado varias conferencias acerca de la llamada «Cooperación Sur-Sur», fomentando modos de producción, distribución y difusión de películas del sur global que contrasten con las tendencias dominantes. Ha dado seminarios sobre la temática junto a su socio Pablo Ballester en el IFFI (2015), el Festival Internacional de Cine de Kelibia (2016), el Festival de cine de Cartago] (2017), FESPACO (2015) y el Kalasha Film Market (2018).
En 2020 estrenó El día del pez, la primera coproducción entre Argentina y Costa de Marfil, y la última parte de la trilogía conformada junto a Los dioses de agua y El cielo escondido.

### 2021–actualidad:Macongo, la Córdoba africanay próximos proyectos
En 2023 César estrenó su primer largometraje documental, Macongo, la Córdoba africana, en el que entrevista a historiadores, etnólogos, antropólogos y residentes acerca del legado afrodescendiente en la provincia de Córdoba. Debido al contexto de crisis de la producción de cine nacional, agudizado por la pandemia de COVID-19, César decidió encarar el proyecto de manera independiente. César ha expresado que planea repetir el proyecto en otras provincias, entre ellas Santiago del Estero, Tucumán, Corrientes y Misiones.
También en 2023, César rodó dos largometrajes próximos a estrenarse. En febrero comenzó el rodaje de Historia de dos guerreros en la provincia de Corrientes, más precisamente en la localidad de Empedrado y en el barrio Cambá Cuá de la capital provincial. El 6 de febrero, el director presentó el proyecto en el Salón Verde de la Casa de Gobierno provincial, en una rueda de prensa acompañado por el titular del Instituto de Cultura, Gabriel Romero, y el intendente de Empedrado, José Cheme, junto a los actores Alejo Isnardi e Idriss Mousa Sare y el productor ejecutivo Pablo Ballester. La película cuenta con el apoyo del INCAA y del Instituto de Cultura del Gobierno de la Provincia de Corrientes.
Por otra parte, en junio de 2023 comenzó el rodaje de Después del final, una película biográfica sobre Luz Fernández de Castillo, una pintora, escritora y galerista argentina. Con guion de Jerónimo Toubes, la película está protagonizada por la propia Luz Castillo, con un elenco que también incluye a Eleonora Wexler, Héctor Bidonde, Nilda Raggi, Natalia Cociuffo y Alejandro Botto, entre otros. En diálogo con La Nación en ocasión del inicio del rodaje, Castillo declaró: «Creo que el film puede dejar un legado y mostrar a las nuevas generaciones otros mundos y valores que desconocen. (...) Acepté la propuesta de César porque a nadie le amarga un dulce y porque que a los 88 años alguien te proponga hacer una película sobre tu vida es algo tan increíblemente maravilloso como insólito. No había ninguna razón para decir que no».
Actualmente, César se encuentra preparando dos nuevas películas, una acerca del culto al Santo Rey Baltazar en Goya, Corrientes, y otra titulada Santo Tomé, la Santa Fe Africana. También anunció que planea filmar un largometraje de ficción acerca de María Remedios del Valle, militar independentista de origen africano.

## Estilo e influencias
La obra de César es considerada un exponente del cine independiente y de autor, caracterizada por su uso de imágenes alegóricas, poéticas, contemplativas, simbólicas y oníricas. En una entrevista de 1995, el cineasta declaró su admiración por los directores Pier Paolo Pasolini, Werner Herzog y Federico Fellini, mientras que en una entrevista de 2017 mencionó su admiración por Satyajit Ray, a quien considera el mejor cineasta de la India. Varios autores han señalado—a veces de manera crítica— que las películas de César no recurren a los modelos visuales y narrativos del cine comercial, optando por un lenguaje cinematográfico poético y personal. Al respecto, César señaló en una entrevista de 1994 que su obra «es para aquel que se deja llevar por mis historias, no es un cine meramente industrial».
La obra de César está realizada íntegramente en formato fílmico. Su producción en Super-8 incluye filmes experimentales, argumentales, documentales y animaciones. Su primer largometraje en 35 mm, La sagrada familia (1988), es una película irónica y de crítica social que ha sido comparada con el cine de Luis Buñuel. Es considerada una alegoría de la época de la última dictadura cívico-militar en Argentina, descrita por el director como una película «sobre el abuso de poder donde se juntan los poderes religiosos, económicos políticos y militares». Según el crítico Juan Carlos Fontana, la película «muestra hasta qué grado de locura pueden llegar diversos estratos sociales cuando se enferman de fanatismo».
César es un estudioso de la mitología, la etnología y la etnografía, elementos centrales de gran parte de su obra. En 2015, el periodista Pablo Ernesto Arahuete le preguntó al director si veía al cine como una herramienta transmisora de mitos, a lo que contestó:

Claro que sí. Es importante señalar que los mitos se encuentran en las películas de aventuras más comerciales de la historia del cine. El maravilloso libro de Joseph Campbell, El héroe de las mil caras, ha sido tomado como cabecera por George Lucas para escribir La guerra de las galaxias. Esto lo cuenta él mismo y con gran felicidad. Campbell recorre mitos de la antigüedad asociándolos y marcando el recorrido que hacen los héroes en cada relato. En una palabra, es el camino del hombre en la vida. En el caso de las películas que hago, intento acercar al espectador un mito a través de una historia con cierto aire de aventura, misterio y ligero suspenso.

La primera parte de la «trilogía de los triunfos», Equinoccio, el jardín de las rosas (1991) cuenta la historia de un ángel que vuela sobre cinco poblados, surgiendo un hecho diferente en cada uno. La película está basada en poesía y filosofía sufí, sobre todo las obras de Sa'di, Hafez y Omar Jayam. El crítico César Magrini definió al filme como «visualmente un sostenido poema, (...) colmada de extraña y muy cautivante sugestión, derivada tanto del tema como de su tratamiento, que es (...) pronunciadamente mágico y poético...»
César ha reconocido que su «descubrimiento» de las películas africanas y asiáticas en París en 1986 fue un punto de inflexión en su carrera, deviniendo en su decisión de filmar en la India y el continente africano a partir de la década de 1990. En 2023, Página/12 lo describió como el «único cineasta de América Latina que se ha dedicado por más de 20 años a tratar temáticas africanas». Según la académica Lieve Spaas de la Universidad de Alabama, la diversidad geográfica de sus películas «revela la determinación del cineasta en reflexionar sobre las formas en que el cine innova las prácticas tradicionales de representación al desfamiliarizar las percepciones existentes de la cultura». Un ejemplo es Afrodita, el jardín de los perfumes (1998), en la que César recrea el mito griego de Afrodita pero alterando su paradigma tradicional de belleza femenina, ya que sitúa la historia en el corazón de África y representa a la diosa como un personaje negro y masculino.
A su vez, la elección de argumentos y locaciones de César ha sido analizada en términos de un discurso colonial, poscolonial y neocolonial. En Afrodita, el jardín de los perfumes, por ejemplo, evoca la invasión colonial con la aparición de Afrodita en las costas de África. En este sentido, Spaas relacionó a la película con el movimiento del Tercer Cine de los años 1960, que buscaba una «destrucción de las imágenes del cine colonial o neocolonial, y una construcción de otro cine que capte el impulso revolucionario de los pueblos del Tercer Mundo». En una entrevista de 2020, César declaró respecto a la temática de sus películas: «Siempre en mis películas trato de que haya una temática que una a los países y un aporte de las dos partes, de los productores —tanto en lo técnico, artístico y económico—, porque así es una coproducción verdadera.
Según el investigador y catedrático estadounidense David William Foster, Afrodita, el jardín de los perfumes puede ser interpretada bajo la noción de lo «queer», argumentando que la película desafía a la heteronormatividad y al binarismo de género en su representación heterodoxa de la diosa del amor. Foster señaló que el personaje de Afrodita, representada por un cuerpo masculino, es percibida como un hombre o como una mujer dependiendo de la situación narrativa. La temática de la ambigüedad sexual también está presente en las otras dos películas de la trilogía: Equinoccio, el jardín de las rosas y Unicornio, el jardín de las frutas (1998). El relato de esta última se organiza alrededor de cinco episodios, conectados a través de algunos textos de Omar Jayam que fueron ubicados estratégicamente dentro de cada uno de ellos. Lisa Nesselson de Variety definió a Unicornio, el jardín de las frutas como: «Una rareza de celuloide bañada en connotaciones homoeróticas (...). A través de una estructura circular unida por un poeta ebrio, la imagen incorpora el sacrificio humano, muchos retoques simbólicos y otros comportamientos rituales establecidos en vistas místicas habitadas por jóvenes indios lampiños con atuendos escasos». Por su parte, César describió el estilo de la película:

Unicornio no es más que una simple película que intenta llegar al corazón dormido del hombre contemporáneo y lo colma de flores en un intento por ayudarlo a recuperar esa contemplación perdida de la mayoría. Cosas sencillas que el día a día parecen estar más allá del alcance de las nuevas generaciones.

Definida como el «primer drama rock del cine argentino», Fuego gris (1994) es un filme sin diálogos. El crítico Claudio D. Minghetti ubicó al trabajo de César como el «cine de lo imposible» y consideró que Fuego gris rompía con las convenciones ideológicas y estéticas del cine industrial. Según el director, la película tiene una estructura de recorrido/aventura a través del mundo subjetivo y del mundo objetivo, a la manera de una «Alicia en el País de los Horrores». Escribiendo para La Nación, Claudio España resumió el estilo de la película:

El filme connota un espacio interior individual, personal, complejo y sui generis. Expresa asimismo los gustos de nuestra época y en esto queda claro el placer por la puesta en escena y los encuadres derivados del comic. No hay unidad narrativa pero conserva un estilo a lo largo de su duración. No se ciñe al contenido de la música y de las palabras de Spinetta, se eleva sobre ellos en intensidad y hasta en denodada agresividad. Son lenguajes de este tiempo de los que Pablo César —sin utilizar una sola línea de diálogo a lo largo de la obra— es testigo y elocuente transmisor.

Sangre (2003) significó un viraje estilístico en la obra de César, siendo descrita como su película más personal al momento de su lanzamiento. Se trata de un filme de contenido autobiográfico en el que César evoca a su propia madre. En su crítica de la película, Adolfo C. Martínez de La Nación escribió al respecto: «Después de su anterior filmografía, volcada a una temática que transitaba por veladas sensaciones y por cierta actitud experimental, el realizador decidió ahora dar un viraje a su obra insertándose en una historia realista...»
César describió a Hunabkú (2007) como su película más accesible. Tiene un montaje de «idas y vueltas» mientras explora conceptos conceptos tales como «el mundo real y lo que está más allá, la energía primal y la idea del tiempo como una creación humana y no natural». El contenido visual del filme, dominado por las grandes vistas que hace del glaciar Perito Moreno, llevó a que un crítico lo considerara más una ilustración que un relato cinematográfico. La crítica de Ámbito Financiero notó las diferencias estilísticas entre Hunabkú y la «trilogía de los triunfos»: 

Ciertamente, [la película] contacta de algún modo con la trilogía de los jardines, aunque en terreno más próximo y menos literario. También menos provocativo, y quizá deliberadamente más ingenuo. Ya no, los extraños paisajes de Túnez, Mali, e Indostán. Ya no, los antiguos palacios y las decenas de lugareños haciendo de extras en ceremoniales capaces de dialogar con Pasolini. Tampoco, la sucesión de cuentos y poemas, las admoniciones antirreligiosas, las sugerencias sexuales cada vez más abiertas y artísticas, dentro de los conceptos que maneja César, verdadero independiente antes de la industrialización del término independiente.

El cine de César se ha enfocado en gran parte en reivindicar el legado cultural de la población afrodescendiente en Argentina, una temática tabú en el país. El director expresó en 2019 que «casi todas mis películas se refieren a las raíces afro en Argentina». Su película Orillas (2011) plantea esta temática, reflexionando acerca de los vínculos culturales entre Argentina y Benín. La elección del título señala la semejanza fonética entre la palabra  «orillas» (pronunciada en español rioplatense) y el concepto «orisha» de la religión yoruba. Los relatos de Argentina y Benín que presenta la película se relacionan a través de aspectos tales como los rasgos fisonómicos de los intérpretes argentinos —comenzando por el joven Leonel Arancibia— y la presencia de la religión Umbanda nacida a partir del sincretismo religioso derivado del pueblo yoruba, originario de Nigeria y Benín. En una entrevista de 2015 César opinó que: 

Recién ahora, en estos últimos años, se han dado grandes pasos para una reconciliación. (...) Se produjo la invisibilización del afrodescendiente en la historia de nuestro país. Sin embargo, nuestras ciudades y cultura fueron construidas sobre la base de los conocimientos de los hombres y mujeres que vinieron de distintos lugares de África. (...) Todos los porteños evocamos al africano al hablar en nuestro día a día y no lo sabemos porque estamos muy dispersos, distraídos con tanta tecnología y ansiedad consumista. Muchos de nuestros próceres fueron afrodescendientes y lo ocultaron justamente por ese ansia de invisibilizar, de ocultar la verdad y de construir la ilusión de una Argentina blanca.

La temática del legado de la comunidad afroargentina es central en la trilogía formada por Los dioses de agua (2014), El cielo escondido (2016) y El día del pez (2020), películas que siguen al personaje de Hermes, un antropólogo. El contenido de Los dioses de agua refleja las lecturas de César de Marcel Griaule y su interés por las cosmogonías de los pueblos dogón y tchokwe. En una entrevista con Página/12, explicó su interés por el pensamiento de estas culturas: «Cuando el escritor Erich von Däniken publicó el libro Recuerdos del futuro, que señalaba que habíamos sido visitados por seres de civilizaciones más avanzadas, lo trataron de loco. Ahora, ya es muy común que se plantee si la humanidad tuvo un desarrollo muy elevado y si, en algún momento, esa humanidad desapareció. Entonces, lo que me interesa es cómo esos lenguajes pueden estar encriptados en dibujos, elementos o esculturas. Y, a veces, los tenemos enfrente. No es que estén tan ocultos».
El director sostuvo que en Los dioses de agua «se colaron» los géneros de suspenso, thriller, acción y aventura. Pablo E. Arahuete señaló que, a diferencia de Los dioses de agua, el El cielo escondido «esta vez no apela tanto al terreno de lo onírico, sino que desarrolla una historia de suspenso, anclada en la idea de silenciar aquellas voces que tratan de contar cuáles son los verdaderos intereses detrás de las fachadas de fundaciones o grupos poderosos, que ven en el continente africano y en su población el pretexto reaccionario y más brutal como parte de un discurso autoritario que se ampara simplemente en las reglas del capitalismo más salvaje».
Pensando en él (2018) reconstruye el encuentro de 1924 entre Tagore y Ocampo (filmado en blanco y negro), y lo entrelaza con la historia de un personaje que lee sobre aquello en el tiempo presente. El director de fotografía Carlos Wajsman opinó sobre el estilo de la película:

Es una película rara, porque no es un biopic, aunque Tagore efectivamente se encontró con Victoria Ocampo. Son dos ficciones: una que ocurre en la época actual y otra que transcurre a principios del siglo pasado. Lo que relata está sacado de los libros de Victoria Ocampo, incluso hay situaciones que están tomadas de impresiones en primera persona de ella, pero están puestas en escena como una obra de ficción. Por otra parte, es raro, porque otras películas de Pablo César son más fantásticas: un personaje, que va en busca de cosas fantásticas que ocurren en países exóticos, pasa por una serie de aventuras... En cambio, ésta recrea hechos reales —la parte de época— puestos en escena. Hechos reales contados desde la mirada del realizador.

En Macongo, la Córdoba africana (2023) —su primer largometraje documental— César retoma la temática del legado de la comunidad afroargentina, que ya había explorado en la trilogía de Los dioses de agua, El cielo escondido y El día del pez. En el filme, el director recorre provincia de Córdoba entrevistando a historiadores, etnólogos, antropólogos y residentes locales sobre el legado de la población afrodescendiente en la provincia. Parte del documental se filmó en Super-8 y el resto en 16 mm.

## Filmografía

### Cortometrajes
| - La diversión del rey (1975) - Lúgubre venganza (1977) - El espiritista (1977) - El caso Mandrox (1977) - El medallón (1977) - Objeto de percepción (1978) - La máquina (1978) - La viuda negra (1979) - Itzengerstein (1979) - La visión de Ezequiel (1979) - Apocalipsis (1980) | - Del génesis (1980) - Black Sabbath (1980) - Segundas Jornadas de Cine No Profesional (codirigido con Mario Levit) (1980) - Aeropuertito (1981) - Teatro de sangre (1982) - La rebelión de las masas (1982) - Ecce vivitas nostra (codirigido con Jorge Polaco) (1983) - Memorias de un loco (1984) - O como prólogo (1985) - Mis vecinos (1985) |

### Largometrajes
| Año  | Película                            | Director | Guionista | Productor | Montajista |
| ---- | ----------------------------------- | -------- | --------- | --------- | ---------- |
| 1982 | De las caras del elspejo            | Sí       | Sí        | Sí        | Sí         |
| 1988 | La sagrada familia                  | Sí       | No        | Sí        | No         |
| 1991 | Equinoccio, el jardín de las rosas  | Sí       | Sí        | No        | No         |
| 1993 | Fuego gris                          | Sí       | Sí        | No        | Sí         |
| 1996 | Unicornio, el jardín de las frutas  | Sí       | Sí        | No        | No         |
| 1998 | Afrodita, el jardín de los perfumes | Sí       | Sí        | No        | No         |
| 2003 | Sangre                              | Sí       | Sí        | No        | No         |
| 2007 | Hunabkú                             | Sí       | No        | No        | No         |
| 2011 | Orillas                             | Sí       | No        | No        | No         |
| 2014 | Los dioses de agua                  | Sí       | Sí        | Sí        | No         |
| 2016 | El cielo escondido                  | Sí       | Sí        | No        | No         |
| 2018 | Pensando en él                      | Sí       | No        | No        | No         |
| 2018 | El llamado del desierto             | Sí       | No        | Sí        | No         |
| 2020 | El día del pez                      | Sí       | Sí        | Sí        | No         |
| 2023 | Macongo, la Córdoba africana        | Sí       | Sí        | Sí        | No         |